# سيسيلي لوبيز
سيسيلي لوبيز (بالإنجليزية: Sessilee Lopez)‏ (ولدت في 4 يناير 1989) عارضة أزياء أمريكية. ظهرت مجلة فوغ وتم تقديمها في أحد الأغلفة الأربعة لإصدارها "All Black".

## روابط خارجية
- سيسيلي لوبيز على موقع دليل عارضات الأزياء (الإنجليزية)
- سيسيلي لوبيز في موديلز.كوم